# Andrej Harbunoŭ

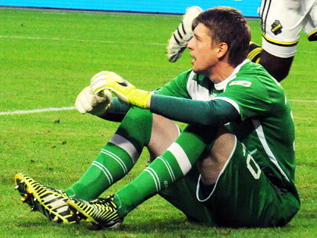
Andrej Harbunoŭ

Andrej Aljaksandravitj Harbunoŭ (belarusiska: Андрэй Аляксандравіч Гарбуноў, ryska: Андрей Александрович Горбунов, Andrej Aleksandrovitj Gorbunov), född 25 maj 1983 Mahiljoŭ, är en vitrysk fotbollsspelare (fotbollsmålvakt) som för närvarande spelar för Atromitos.